# Stellshagen
Stellshagen ist ein Ortsteil der Gemeinde Damshagen im Norden des Landkreises Nordwestmecklenburg im Bundesland Mecklenburg-Vorpommern. Stellshagen wird von dem Amt Klützer Winkel mit Sitz in der Stadt Klütz verwaltet. 

## Geografie
Das Dorf Stellshagen befindet sich inmitten des Klützer Winkels. Das Dorf liegt vier Kilometer südwestlich von Klütz und 2,1 Kilometer nordwestlich von Damshagen.

## Geschichte

### Frühzeit
Das bronzezeitliche Hügelgrab auf dem 50,7 m hohen Eichsberg weist ebenso wie Funde von Feuersteingeräten auf eine Besiedlung dieser Feldfluren in der älteren bis mittleren Bronzezeit 3600 bis 3200 v. Chr. hin.

### Mittelalter
Die historische Zeit von Stellshagen beginnt mit der deutschen Besiedlung Mecklenburgs im 13. Jahrhundert. Stellshagen wurde 1230 zum ersten Mal als Stellershagen urkundlich im Ratzeburger Zehntregister mit einer Größe von 18 Hufen erwähnt. Der Name Stellershagen verweist auf die Besiedlung des Klützer Winkels im 13. Jahrhundert, indem das Bestimmungswort Steller als der Name des Besiedlers zu deuten ist und das Grundwort –hagen (Gehölz, Hecke, eingefriedetes Feldstück) auf die Rodung des Klützer Waldes hinweist. Aus dem 15. Jahrhundert liegen vereinzelte Quellen über die bäuerlichen Bewohner Stellshagens vor, aus denen ersichtlich wird, dass 1404 noch 12 Hufen bewirtschaftet wurden.

### Frühe Neuzeit
Das Dorf wurde in die Gutsherrschaft der benachbarten Adelsgeschlechter eingebunden, so dass die Bauern in Stellshagen umfangreiche Dienste für die Herrschaft leisten mussten. Ab dem 16. Jahrhundert besaß die in Damshagen ansässige Familie von Plessen Güter in Stellshagen, der es bis zum 18. Jahrhundert gelang, in den Besitz fast aller Bauernstellen zu gelangen. Sie verpachteten ihre Güter zumeist an lokale Pächter. Daneben besaßen  andere Gutsherren Güter im Ort. Während der Frühen Neuzeit gehörte Stellshagen zum Ritterschaftlichen Amt Grevesmühlen.

### Neuzeit
Hans Bernhard von Plessen  vereinigte 1817 die Güter in Stellshagen und Damshagen. 1819 verkaufte er das Gut Stellshagen an Gotthard Bernhard Vorbeck für 63.000 Taler. 1833 ging das Gut an Johann August Bosselmann über und 1855 an seinen Sohn Johann Heinrich Georg Friedrich Bosselmann. Dieser verkaufte es 1865 für 225.000 Taler an Karl Bernhard Rudolff. Durch eine Zwangsversteigerung wurde das 353,3 Hektar große Gut 1886 durch den Grafen Ludwig von Bothmer erworben. 1894 ging es in den Besitz von Otto Graf von Bothmer über und 1918 wurde es an den Kammerherrn Hans von Plessen verkauft. 
1924 erwarb das Gut der Hamburger Architekten und Bauunternehmer Franz Bach senior, der auf einer Anhöhe gegenüber dem Eichsberg 1924 das Gutshaus baute, welches heute ein Bio- und Gesundheitshotel beheimatet. Sein Sohn Franz Bach junior bewirtschaftete das 130 Hektar große Gut von 1924 bis 1945 und baute 1927 die Landarbeiterhäuser und vergrößerte die Schnitterkaserne. Die Einwohnerzahl verdoppelte sich von den 1920er Jahren bis 1930 auf 130. (1942: 107; 1946: 196 Einw.). 1935 stellte Franz Bach junior einen Antrag auf die Ausgliederung von Stellshagen aus der Gemeinde Damshagen bei dem Amt Grevesmühlen. Der Reichsstatthalter von Mecklenburg genehmigte die Ausgliederung, so dass Stellshagen ab dem 1. April 1936 eine selbständige Gemeinde wurde. Bach wurde 1937 zum Bürgermeister von Stellshagen bestellt. 

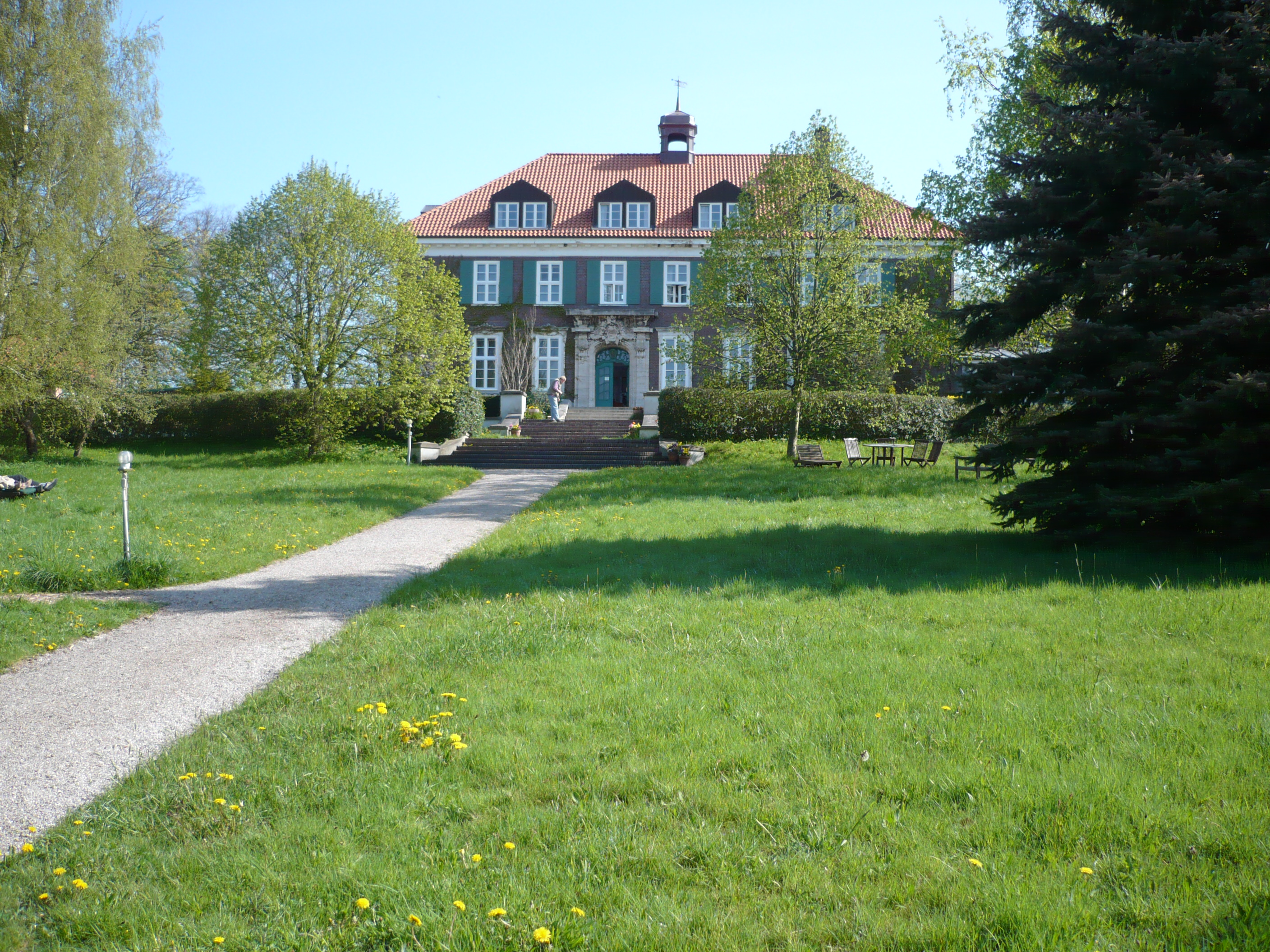
Im Jahre 1924 erbautes Gutshaus von Stellshagen heute Sitz des Bio- und Gesundheitshotels Stellshagen

### Geschichte nach 1945
1945 wurde das Gut durch die Bodenreform enteignet und  an 38 Neubauern aufgeteilt. Das Gutshaus war zunächst  Flüchtlingsunterkunft und ab 1946 Kreisparteischule der SED. 1954 wurde ausgebaut für die Clara-Zetkin-Schule, Sonderschule für Lernbehinderte mit einem Internat für den Kreis Grevesmühlen. 1972 erfolgte neben dem Gutshaus ein Schulneubau. 1994 wurde die Schule nach Grevesmühlen verlegt. Das Gutshaus war nun unbewohnt. 
1949 wurde Kurt Krüger in Stellshagen zum Bürgermeister gewählt. Am 1. Juli 1950 wurden Stellshagen und Damshagen wieder zu einer Gemeinde zusammengelegt; Bürgermeister war Krüger, dann von 1952 bis 1953 Josef Lupa dann bis 1969 Paul Dietrich und ab 1969 Helmut Oldenburg. 1959 erfolgte ein Zusammenschluss der Gemeinden Damshagen/Stellshagen und Reppenhagen/Welzin. 
In Stellshagen wurde 1952 die erste LPG des Klützer Winkels Typ I durch den Landwirt Egon Feldt und fünf Neubauern gegründet. 1953 wurde eine LPG Typ II gegründet. 1955 übernahm die LPG die Flächen von Nedderhagen aus dem Örtlichen Landwirtschaftsbetrieb Gantenbeck. Aus den LPGs Damshagen, Stellshagen, Welzin und Reppenhagen entstand 1960 die LPG Ernst Thälmann. Diese LPG gehörte ab 1966 der Kooperation Klützer Winkel an. 1973 wurden die pflanzlichen Produkte aus der LPG Ernst Thälmann ausgegliedert und in die Kooperative Abteilung Pflanzenproduktion (KAP) Klützer Winkel integriert. 1975 erfolgte eine Vereinigung der LPG Damshagen, Grundshagen und Redewisch zur LPG Klütz (Tierproduktion). 

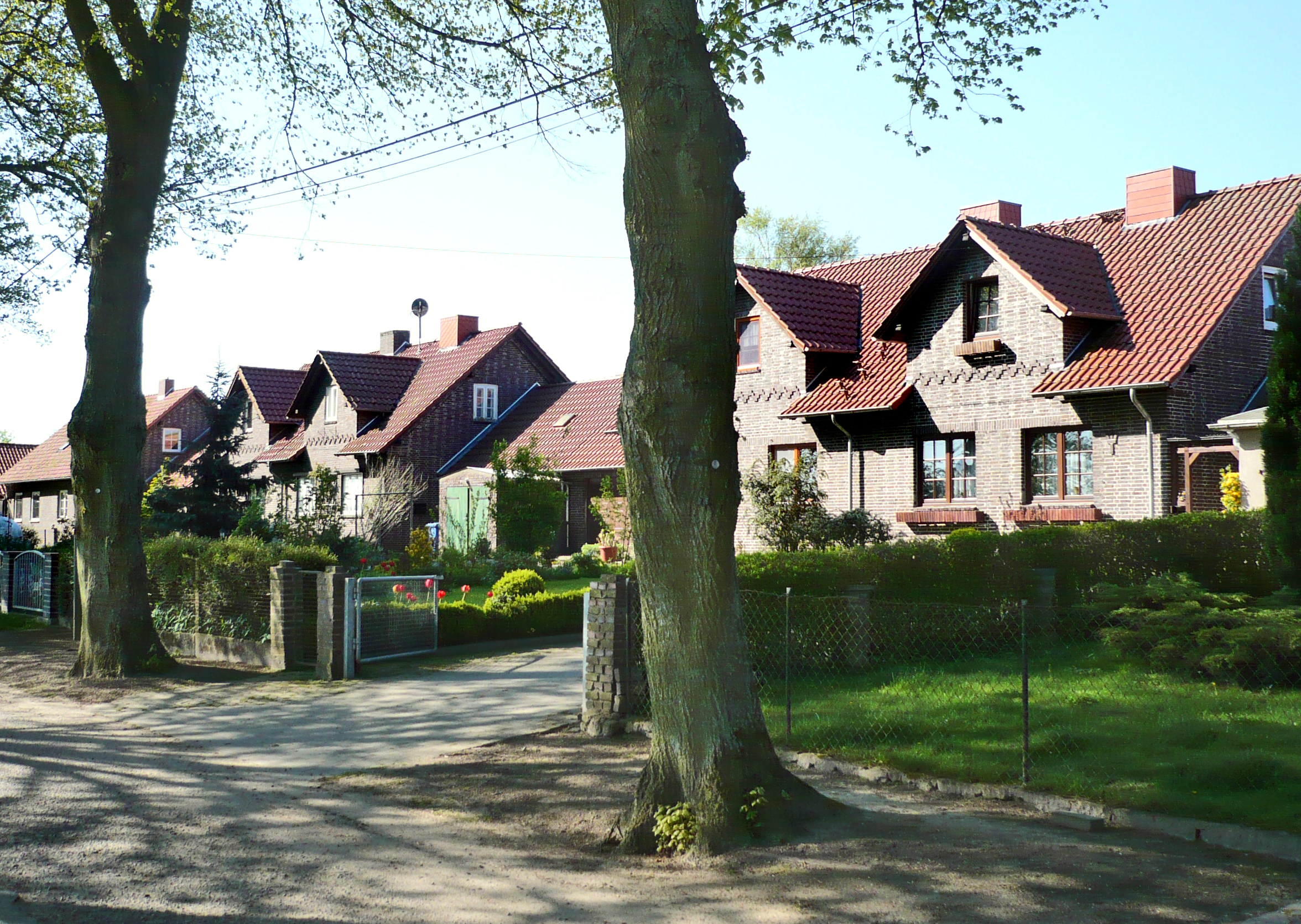
Dorfstraße in Stellshagen mit den Landarbeiterhäusern aus den 1920er Jahren

### Geschichte nach 1989
1994 erwarb Gertrud Cordes, Enkelin von Franz Bach, das Gutshaus. Aufgrund ihres Nutzungskonzeptes als Bio- und Gesundheitshotel erhielt Gertrud Cordes dabei den Zuschlag in einem Bieterverfahren. Das Bio- und Gesundheitshotel Stellshagen eröffnete 1996 und bildet seitdem ein überregional touristisches Zentrum im Klützer Winkel. Die Infrastruktur des Dorfes wurde in der Folge erneuert und ausgebaut, so wurde etwa 2003 nach zweijähriger Arbeit in der Mitte des Dorfes auf einem vormals sumpfigen Gebiet ein 2500 m² großer Dorfpark eingeweiht. 

## Verkehr

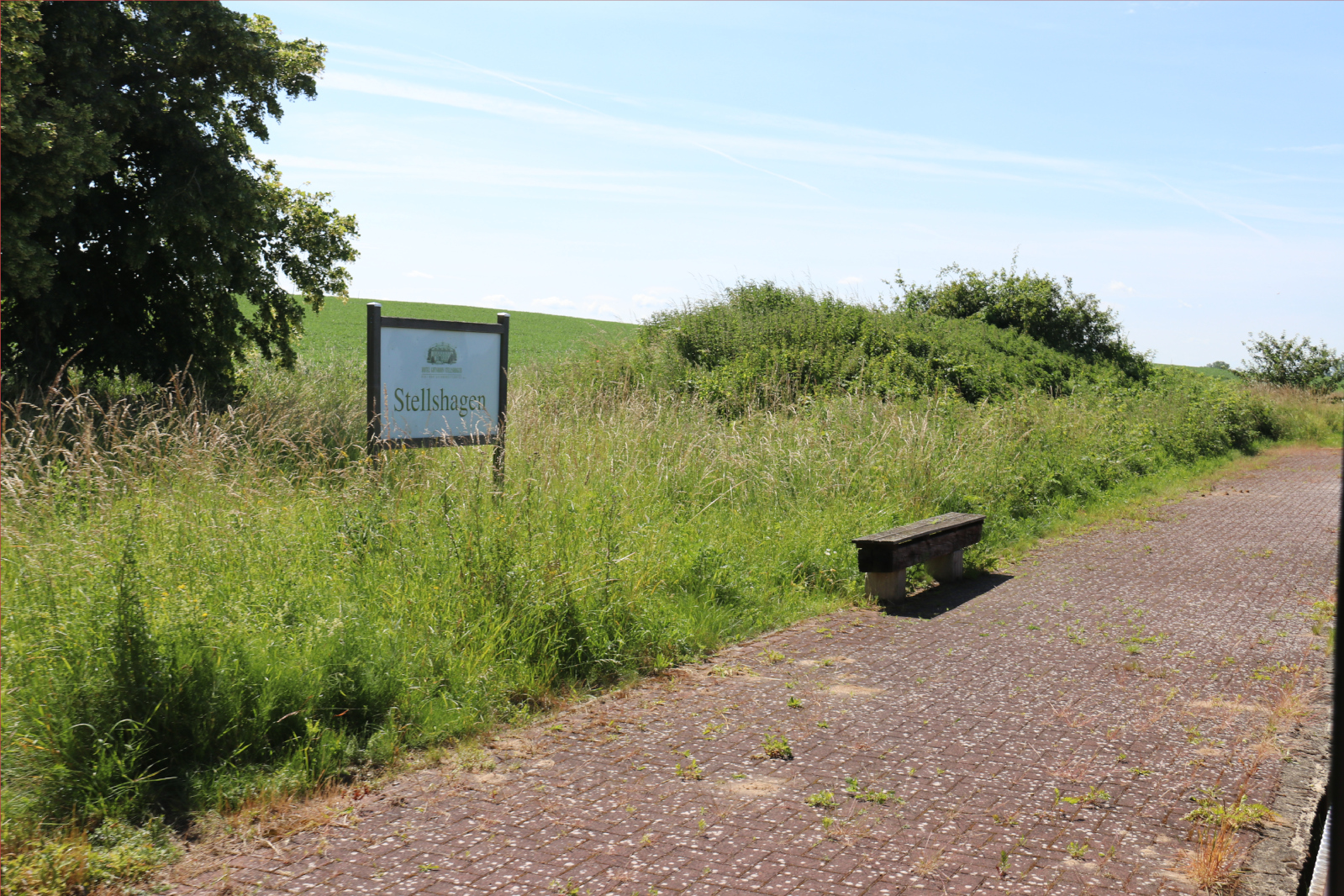
Haltepunkt Stellshagen

Stellshagen liegt an der Bahnstrecke Grevesmühlen–Klütz. 1995 wurde der Personenverkehr eingestellt, 2006 wurden die Gleise abgebaut. 2014 wurde die Bahnstrecke als Schmalspurbahn nach Klütz wieder eröffnet.